# Султанија Хатиџе Муазез
Хасеки Хатиџе Муазез султанија (отур. خدیجہ معزز سلطان , тур. Haseki Hatiçe Muazzez Sultan , 1628 - 12. септембар 1687), била је трећа Хасеки и конкубина Султана Ибрахима I , и мајка будућег владара Османског царства - Ахмеда II.

## Живот, карактер, занимљивост и смрт
Султанија Хатиџе Муазез, или краће, Муазез-султанија рођена је у Пољској године 1628. Она је била Јеврејка, првобитно име јој је било Ева. У харем је вероватно упала за време Муратове владавине 1640.године као већ мала 12/13-годишња девојчица. Будући да је Мурат преминуо исте године, она је аутоматски почела постати обучавана јер је била квалификована за будућу Ибрахимову миљеницу. Наиме она је 1641. године у Ибрахимов харем ушла као једна од првих његових миљеница и једна вољенијих, на то указује чињеница да је већ у 1642. године родила своје прво дете - султанију Фатму. Своје следеће дете ће родити 25. фебруара 1643. и то ће бити будући владар и принц који ће је начинити султанијом Ахмед II.Могуће да је родила и Султанију Умигулсум.
Била је веома лепа девојка чак најлепша од Ибрахимових жена, имала је дугу црну косу, црне очи. Имала је лепе манире и благи карактер, веома је била цењена од стране слуга, свекрве и Ибрахима. Била је и образована јер је била мирна и сталожена па су је сматрали достојном султанијом. У харему јој је пријатељица била Султанија Салиха Дилашуб, примала је велику плату и уживала је у богатству. Била је у сенци Султаније Турхан Хатиџе у осталом као и све њене супарнице. Од Ибрахима је као знак пажње добила дијамантску круну коју је наследила Султанија Рабија супруга Ахмеда II). Након Ибрахимове смрти 18. августа 1648-e , с обзиром да је на престо ступио Мехмед IV а Турхан постала Валиде, Муазез  је протерана у Стару палату у Једренеу, док су њен син и њене кћерке остали у  Топкапију. Ахмед је остао закључан у принчевском кавезу а Фатму  су одгајале Турхан Хатиџе и Султанија Атике. Док се налазила у Топкапију једина супарница била јој је Султанија Лејла једна од мајки Ибраимових принчева, она је била изузетно лоше нарави и често се свађала са Турхан и Шивекар и такође је провоцирала Муазез. Године 1687 тачније 12. септембра избио је велики пожар у Старој палати и горео је 6 сати, тиме је и палата много изогерела и однела много жртава, међу којима је била и Муазез чији живот су спасиле слуге али је она толико изгорела да је сутрадан преминула. Сахрењена је у Ускудару 14. септембра. После њене смрти уследила је и Мехмедова смрт и на престо долази  Дилашубин син Сулејман II који је Муазезин накит поделио својим конкубинама. Али када је 1691 Ахмед ступио на престо накит је ставио у царску ризницу. Током Ахмедовог живота видело се колико подсећа на своју мајку, по карактеру и понашању. Њено име Муазез добила је постанком султанове љубавнице и значи часна, а име Хатиџе је добила уласком у харем и преласком у Ислам.